# NATO即応部隊
北大西洋条約機構即応部隊（きたたいせいようじょうやくきこう そくおうぶたい、英語：NATO Response Force、略称：NRF）とは、北大西洋条約機構の下で「先進技術的で、柔軟に、配備され、協同運用かつ持続可能」な「整合が取れ、高即応、統合された、多国籍軍パッケージ」から成ると定義された約25,000人規模の緊急展開部隊のこと。
その任務は北大西洋条約機構の実行体として集団的自衛権、危機管理および安定化戦力として独立的に緊急展開し、後続の部隊のために初期投入戦力として機能することにある。即応部隊はNATO加盟国が分担する陸海空部隊で構成される。派出された部隊は当初、合同で訓練を実施して部隊交代の後に6ヶ月間に渡って運用される。
即応部隊構想の目的は、NATOにおいて確固として信頼できる高即応能力を提供する事としている。これは完全に訓練された統連合軍であり、重大事態が発生したいかなる場所であっても必要に応じNATO任務を遂行できる緊急展開部隊である。即応部隊構想は2002年11月22日に開催されたNATOプラハ・サミット（en:2002 Prague summit）での発表にて承認され、2003年6月にNATO加盟国の国防相会談によって承認される。そして2003年10月にオランダに所在するブルンスム統合軍司令部の指揮下でイタリアにおいて全15ヶ国の将兵から成る即応部隊第1期が指定された。その後の交代部隊は2004年に即応部隊第2期と呼称される。

## 歴史
初期構想は2002年9月23日から25日にかけて開催されたワルシャワでの非公式による国防相理事会で俎上に上がった。この会談においてアメリカ合衆国のドナルド・ラムズフェルド国防長官が緊急展開部隊の創設を要請した。2002年11月21日から22日に開催されたNATOプラハ・サミットにて各国政府首脳は即応部隊の創設を決定し広汎な構想の作成を命じた。その5ヶ月後にはNATO軍事委員会にて原則文書が採択され、即応部隊の編成と運用についての基本的条項が確立される。全体構想については2003年6月12日から13日にかけて開催された春季NATO国防相理事会で確認される。ここでは特に編成基準と教育訓練について更なる向上が確立されている。
2003年10月15日に構想の一部を検証すべく試行部隊が編成される。最初期であったため限定された能力であったが試行部隊は30日間の編成準備期間が設けられた。その一年後の2004年10月13日にイタリアのサルデーニャ島にて将兵約17,000人からなる即応部隊が編成され初期作戦能力を獲得した。この即応部隊第1期はアテネオリンピックの警備とアフガニスタンでの選挙保護活動に参加し成功を収めている。2005年の即応部隊第3期の一部は大災害救助に出動し、特にハリケーン・カトリーナやパキスタン地震では救援物資の輸送に従事した。翌2004年の即応部隊第4期に至ってNATO加盟国内で構想に対しての評価が向上した。これ以外にもイラクでの選挙保護活動に参加している。2006年2月にNATO国防相理事会にて年内に完全作戦能力を完成させることが確認され、2006年11月にNATOリガ・サミット（en:2006 Riga summit）において「完全作戦能力」を獲得したと表明され、NATO指揮命令系統についてはこれをもって完成した。これにより類似計画であった地上即応任務部隊（Immediate Reaction Task Force、IRTF(L)）を継承する。2006年6月には能力検証のため即応部隊はカーボベルデのサン・ヴィセンテ島にて「ステッドファスト・ジャガー演習（STEADFAST JAGUAR）」を実施している。
2007年7月、即応部隊について欧州連合軍最高司令官（SACEUR）バンツ・クラドックアメリカ合衆国陸軍大将は質疑をし、即応部隊の緊急展開能力の問題点が明らかとなり、即応部隊所要量統合共同命令文（NRF-CJSOR）をもって適時補完することになる。2007年10月末のノールトウェイクNATO国防相理事会で即応部隊構想の未決部分について決定される。
2008年3月にはNATO非加盟国であるフィンランドが即応部隊の支援を表明し、枠外分担として参加している。

## 構想
即応部隊の創設について、主に二つの目標が掲げられている。
- 非常に効率的な緊急展開戦力を5日から30日以内に出動可能とする。このため実働運用の前、すなわち世界的に展開し早期に危機を抑止する能力をもって新たな危機を抑制させる。NATO即応部隊の出動可能な分野についてはNATOの全活動領域を含み、人道援助、避難活動、禁輸措置活動、対テロリズム活動などのために投入される「初動戦力」とされる。
- NATO即応部隊はNATO内の変革事業の枠組、特に欧州連合軍の分担の一部として運用される。特に、前面展開する戦力の再配置戦略および相互運用性の改善、合同部隊および多国籍任務を実行させる。これは一般演習を通じて共通化した標準を修得・達成させる。

## 基本的運用
即応部隊の運用については原則としてNATO加盟国で構成される北大西洋理事会（de:Nordatlantikrat）での満場一致で出動が決定される。運用についての議題が開催されれば作戦計画の枠組内にて必要な能力が確認される。所要量統合共同命令文で明示された各種能力の運用を可能とされた加盟国は、当局の承認を受けて派遣部隊の解散または解除が可能となる。この統制解除についてはドイツの場合は議会承認の従属を受ける。
即応部隊の初動部隊は発令から5日以内に展開を開始し、後続する部隊は30日間継続して活動することができ、以下の任務を遂行する。
- 非戦闘員の避難活動。
- 対テロリズム活動。
- 制裁活動。
- 必要に応じた外交支援のための緊急展開活動。

以上の任務を遂行するため、即応部隊は各自が特定任務に応じて統連合部隊パッケージを編成する。

## 即応部隊の戦力構成
即応部隊は約25,000人規模の将兵で構成される統連合部隊パッケージで具体的には以下のような編成を基本としている。
- 陸上部隊は3個旅団（1個あたり約4,000人[3]）を基幹戦力としている。
- 海上部隊はNATO任務部隊（1個空母打撃群）が基幹として常設海洋グループ（第1・2）と常設機雷戦グループ（第1・2）が編成されている。
- 航空部隊は1日あたり最大200戦闘ソーティが可能な兵力を基本としている。
- 特殊部隊。
- 核生物化学兵器（特殊武器）防護任務部隊。

運用前に、即応部隊の戦力はいかなる活動にも最適化されるように能力や任務に合わせて部隊編成は調整される。
運用管理についてはそれぞれ12カ月間毎に交代でNATO指揮系統（ブルンスム統合軍司令部、ナポリ連合統合軍司令部）を通じて執行される。

## ステッドファスト・ジャガー演習
2006年6月1日から12日まで、カーボベルデ国内にてNATO即応部隊としては初めての大規模機動NATO試験運用演習である「ステッドファスト・ジャガー演習」が実施された。演習では約6,000人の将兵が動員され、この内ドイツは約2,000人の将兵を参加させている。ドイツ軍参加部隊はドイツ・フランス合同旅団隷下の第292猟兵大隊、ドイツ海軍からは補給艦「A1411 ベルリン」、フリゲート「F213 アウクスブルク」その他部隊が参加した。
このNATO大規模機動演習の調整については北大西洋理事会の一致に従って海軍部隊のためにスペインのロタ海軍基地が拠点に使用され、空軍部隊のためにラムシュタイン空軍基地が使用された。指揮艦艇についてはアメリカ合衆国海軍第6艦隊の旗艦である揚陸指揮艦「LCC-20 マウント・ホイットニー」が使用される。演習最高指揮官はゲルハルト・バック（de:Gerhard W. Back）空軍大将であった。